# George Whipple
George Hoyt Whipple (Ashland (New Hampshire), 28 augustus 1878 – Rochester (New York), 1 februari 1976) was een Amerikaans patholoog, biomedisch onderzoeker en docent. Whipple deelde in 1934 de Nobelprijs voor Fysiologie of Geneeskunde met George Minot en William Murphy "voor hun ontdekkingen over levertherapie bij bloedarmoede (anemie)."

## Biografie
Whipple werd geboren in Ashland, New Hampshire, als zoon van Francis Anne Hoyt Whipple en Ashley Cooper Whipple. Zijn vader overleed aan buiktyfus twee jaar na zijn geboorte waarna hij en zijn zus Ashley door zijn moeder en grootmoeders werden grootgebracht. Op zijn veertiende ging hij naar Phillips Academy in Andover, Massachusetts. Hij studeerde aan de Yale-universiteit en aan de Johns Hopkins-universiteit waar hij in 1905 afstudeerde.
Hierna werkte hij bij pathologie bij Hopkins tot hij naar Panama ging als patholoog bij het Ancon Hospital in 1907-08. Whipple kwam terug naar Baltimore en klom daar op tot assistent-hoogleraar. In 1914 werd Whipple benoemd tot hoogleraar onderzoeksgeneeskunde en directeur van de Hooper Foundation for Medical Research aan de University of California Medical School.
Op verzoek van Abraham Flexner, die baanbrekend werk had gedaan op het gebied van medische scholing, en de voorzitter van de University of Rochester Rush Rhees, stemde Whipple in 1921 toe om Dean van de nieuw opgerichte en nog te bouwen medische opleiding in Rochester, New York te worden. Whipple bleef Dean tot 1954 en bleef ook de rest van zijn leven in Rochester.
Whipple's belangrijkste onderzoek was naar anemie en de fysiologie en pathologie van de lever. In 1925 toonde hij aan dat ijzer een essentiële rol speelt bij bloedarmoede bij honden, die hij opwekte door bij de honden bloed af te nemen. Hij was de eerste in 1907 die ziekte van Whipple beschreef (naar hem genoemd) en gaf richtingen naar de oorzaak (bacteriën).
Hij was gehuwd met Katherine Ball Waring, samen kregen ze een zoon (George Hoyt Jr.) en een dochter (Barbara). Hij overleed in 1976 op 97-jarige leeftijd.
1901: Behring · 
1902: Ross · 
1903: Finsen · 
1904: Pavlov · 
1905: Koch · 
1906: Golgi, Ramón y Cajal · 
1907: Laveran · 
1908: Mechnikov, Ehrlich · 
1909: Kocher · 
1910: Kossel · 
1911: Gullstrand · 
1912: Carrel · 
1913: Richet ·
1914: Bárány · 
1919: Bordet · 
1920: Krogh · 
1922: Hill, Meyerhof · 
1923: Banting, Macleod · 
1924: Einthoven ·
1926: Fibiger · 
1927: Wagner-Jauregg · 
1928: Nicolle · 
1929: Eijkman, Hopkins · 
1930: Landsteiner · 
1931: Warburg · 
1932: Sherrington, Adrian · 
1933: Morgan · 
1934: Whipple, Minot, Murphy · 
1935: Spemann · 
1936: Dale, Loewi · 
1937: Szent-Györgyi · 
1938: Heymans · 
1939: Domagk · 
1943: Dam, Doisy · 
1944: Erlanger, Gasser · 
1945: Fleming, Chain, Florey · 
1946: Muller · 
1947: C. Cori, G. Cori, Houssay · 
1948: Müller · 
1949: Hess, Moniz · 
1950: Kendall, Reichstein, Hench · 
1951: Theiler · 
1952: Waksman · 
1953: Krebs,Lipmann ·
1954: Enders, Weller, Robbins · 
1955: Theorell · 
1956: Cournand, Forssmann, Richards · 
1957: Bovet · 
1958: Beadle, Tatum, Lederberg · 
1959: Ochoa, Kornberg · 
1960: Burnet, Medawar · 
1961: Békésy · 
1962: Crick, Watson, Wilkins · 
1963: Eccles, Hodgkin, Huxley · 
1964: Bloch, Lynen · 
1965: Jacob, Lwoff, Monod · 
1966: Rous, Huggins · 
1967: Granit, Hartline, Wald · 
1968: Holley, Khorana, Nirenberg · 
1969: Delbrück, Hershey, Luria · 
1970: Katz, Euler, Axelrod · 
1971: Sutherland · 
1972: Edelman, Porter · 
1973: Frisch, Lorenz, Tinbergen · 
1974: Claude, De Duve, Palade · 
1975: Baltimore, Dulbecco, Temin ·
1976: Blumberg, Gajdusek · 
1977: Guillemin, Schally, Yalow · 
1978: Arber, Nathans, Smith · 
1979: Cormack, Hounsfield · 
1980: Benacerraf, Dausset, Snell · 
1981: Sperry, Hubel, Wiesel · 
1982: Bergström, Samuelsson, Vane · 
1983: McClintock · 
1984: Jerne, Köhler, Milstein · 
1985: Brown, Goldstein · 
1986: Cohen, Levi-Montalcini · 
1987: Tonegawa · 
1988: Black, Elion, Hitchings · 
1989: Bishop, Varmus · 
1990: Murray, Thomas · 
1991: Neher, Sakmann · 
1992: Fischer, Krebs · 
1993: Roberts, Sharp · 
1994: Gilman, Rodbell · 
1995: Lewis, Nüsslein-Volhard, Wieschaus · 
1996: Doherty, Zinkernagel · 
1997: Prusiner · 
1998: Furchgott, Ignarro, Murad · 
1999: Blobel · 
2000: Carlsson, Greengard, Kandel ·
2001: Hartwell, Hunt, Nurse · 
2002: Brenner, Horvitz, Sulston · 
2003: Lauterbur, Mansfield · 
2004: Axel, Buck · 
2005: Marshall, Warren ·
2006: Fire, Mello ·
2007: Capecchi, Smithies, Evans ·
2008: Zur Hausen, Barré–Sinoussi, Montagnier ·
2009: Blackburn, Greider, Szostak ·
2010: Edwards ·
2011: Beutler, Hoffmann, Steinman ·
2012: Gurdon, Yamanaka ·
2013: Rothman, Schekman, Südhof ·
2014: O'Keefe, Moser, Moser ·
2015: Campbell, Omura, Tu ·
2016: Osumi ·
2017: Hall, Rosbash, Young ·
2018: Allison, Honjo ·
2019: Kaelin, Ratcliffe, Semenza ·
2020: Alter, Houghton, Rice ·
2021: Julius, Patapoutian ·
2022: Pääbo ·
2023: Karikó, Weissman ·
2024: Ambros, Ruvkun